# Archichauliodes phaeoscius
Archichauliodes phaeoscius is een insect uit de familie Corydalidae, die tot de orde grootvleugeligen (Megaloptera) behoort. De soort komt voor in het oosten van Australië.